# Села Сью

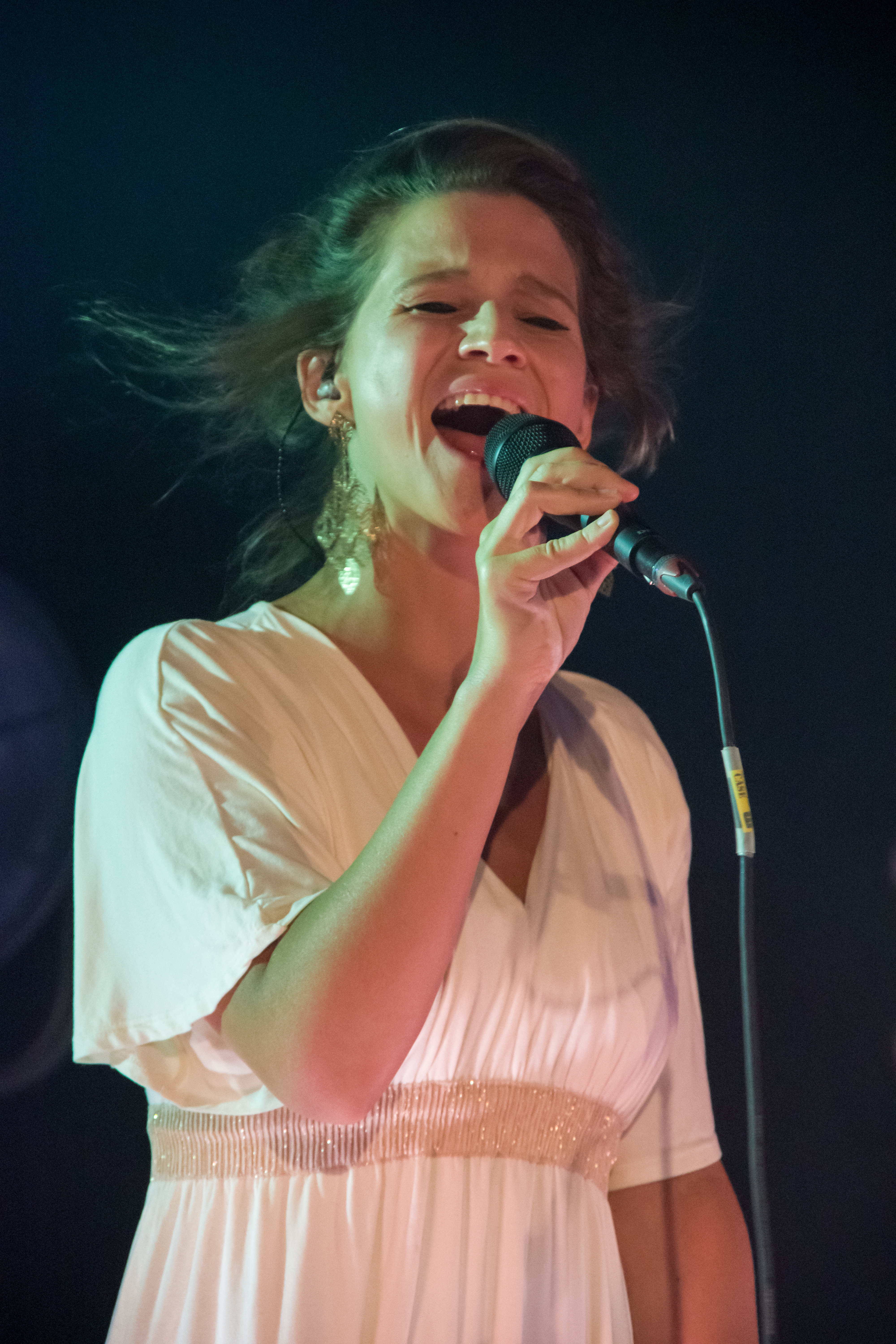
Села Сью на Zelt-Musik-Festival 2018 року в Фрайбурзі, Німеччина

Села Сью (справжнє ім'я Санн Гріт А. Путсіс, нар.. 3 травня 1989, Левен, округ Левен, Брабант, Бельгія) — бельгійська музикантка та авторка пісень. Здобула великий успіх з дебютним альбомом Selah Sue в 2011 році, продавши понад 720 000 примірників по всій Європі, зокрема, 320 000 копій лише у Франції. 2011 року з хітами «Raggamuffin», «Crazy Vibes» і «This World» досягла вершин чартів. 2011 року Села Сью здобула нагороду European Border Breakers Award (EBBA). У січні 2012 року здобула нагороду EBBA Public Choice Award.
28 серпня 2012 року дебютний альбом також вийшов у Сполучених Штатах Америки, де отримав позитивні відгуки. За тиждень було нараховано понад 400 тисяч завантажень. Журнал Rolling Stone назвав Села Сью одним із нових облич 2012 року.

## Походження та навчання
Сан Путсіс (Sanne Putseys; нід. вимова: [ˈsɑnə pɵtˈsɛis]) народилася 1989 року в Лефдале (провінція Фламандський Брабант), поблизу столиці провінції Левена. У 15-річному віці навчилася грати на акустичній гітарі, а також почала писати власні пісні. Коли їй було 17 років, бельгійський продюсер попросив її заспівати кілька демо-записів його пісень, після чого Universal  запропонував їй контракт. Сан відмовилася, бо хотіла співати власні пісні. Водночас вона виступила як наймолодша та єдина виконавиця на відкритому пісенному конкурсі Open Mic-avond у Het Depot у Левені. Організатор та співак Мілоу (Джонатан Ванденбрук) помітив її талант і попросив її виступити в його програмі. Спочатку Путсіс вдалося розробити свою музичну кар'єру під час вивчення психології в Левенському католицькому університеті. За її словами, вивчення психології допомогло їй краще зрозуміти людські емоції, з чим їй також доводиться мати справу в своїй музичній діяльності. Згодом вона продовжувала виступати на розігріві у співпраці з такими артистами, як Джеймі Ліделл, у Лондоні та Парижі. Крім того, вона грала з бельгійським гуртом Novastar в Paradiso в Амстердамі.
Села Сью часто виконує кавери на пісні Еріки Баду та The Zutons, але вона зібрала цілий ряд власних пісень. Дві з її відомих пісень — «Mommy» та «Black Part Love», обидві виконані в акустичному режимі. Вона каже, що на неї вплинули такі виконавці, як Лорін Гілл, MIA, Erykah Badu., Nneka, Meshel Ndegeocello, The Fugees.

## Комерційний успіх
Перший міні-альбом Сью вийшов у січні 2009 року під назвою Black Part Lov. З вересня 2008 року по серпень 2009 року Села Сью отримувала деякі навчальні рекомендації в ході участі в бельгійському мюзиклі Ancienne Belgique. Програма, в якій вона брала участь, була створена для підтримки перспективних артистів, які не пов'язані з жодною звукозаписною компанією, чи іншої допомоги в менеджменті. 2009 року Села Сью виступила зі сцени Джазового фестивалю Північного моря та Lowlands. Крім того, вона регулярно з'являється в таких телешоу, як De Wereld Draait Door на голландському телебаченні та кількох інших фламандських телешоу.

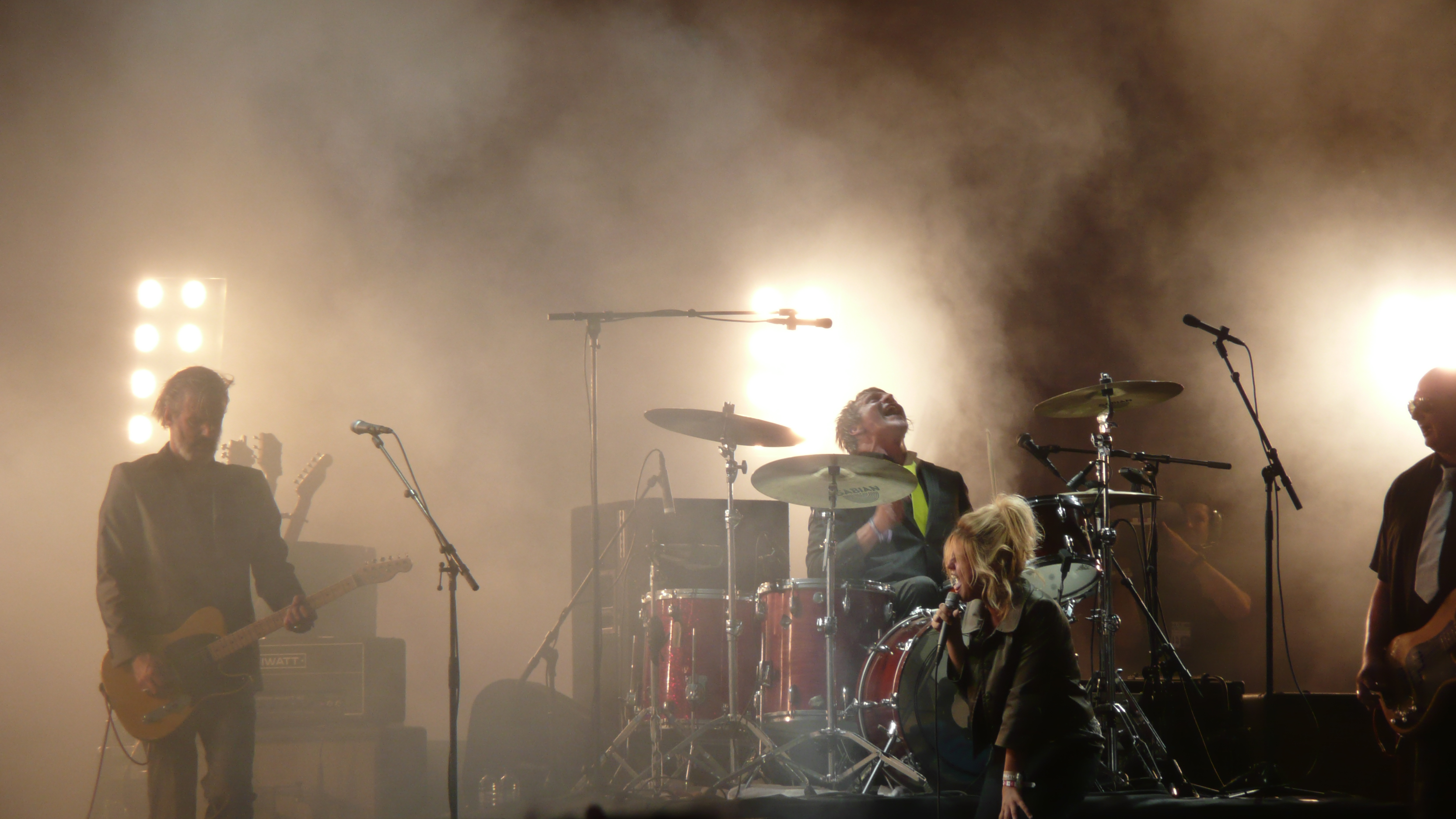
Сью сидить разом із Triggerfinger під час концерту 20 серпня 2010 року

У 2010 році Села Сью грала на більшості найбільших фестивалів у Бельгії, включаючи Les Nuits Botaniques, Les Ardentes, Dour Festival, Lokerse Feesten, Couleur Café та Pukkelpop.Крім того її запрошували на великі фестивалі за межі власної країни — на Lowlands у Нідерландах, Eurockéennes у Франції та Sziget Festival в Угорщині. Її другий міні-альбом Raggamuffin вийшов у жовтні 2010 року 8 листопада 2010 року Села Сью виступила на підтримку Прінса на його концерті Sportpaleis. Потім вона взяла участь у концерті в Бельгії, Франції та Нідерландах, як хедлайнер, презентуючи свій майбутній дебютний альбом.
4 березня 2011 року Села Сью випустила свій однойменний дебютний альбом. Альбом посів перше місце в чарті альбомів Бельгії, а також потрапив у чарти Нідерландів, Франції та Швейцарії. Крім кількох хіт-синглів, таких як «This World» та «Crazy Vibes», в альбомі вийшла пісня «Please» в дуеті з Сі Ло Грін. 10 грудня 2011 року Сью отримала три нагороди на Flemish Music Industry Awards.
20 жовтня 2012 року Села Сью грала на королівському весіллі в Люксембурзі. Того ж року вона записала версію «Spoonful» для реклами Häagen-Dazs за участю Бредлі Купера.

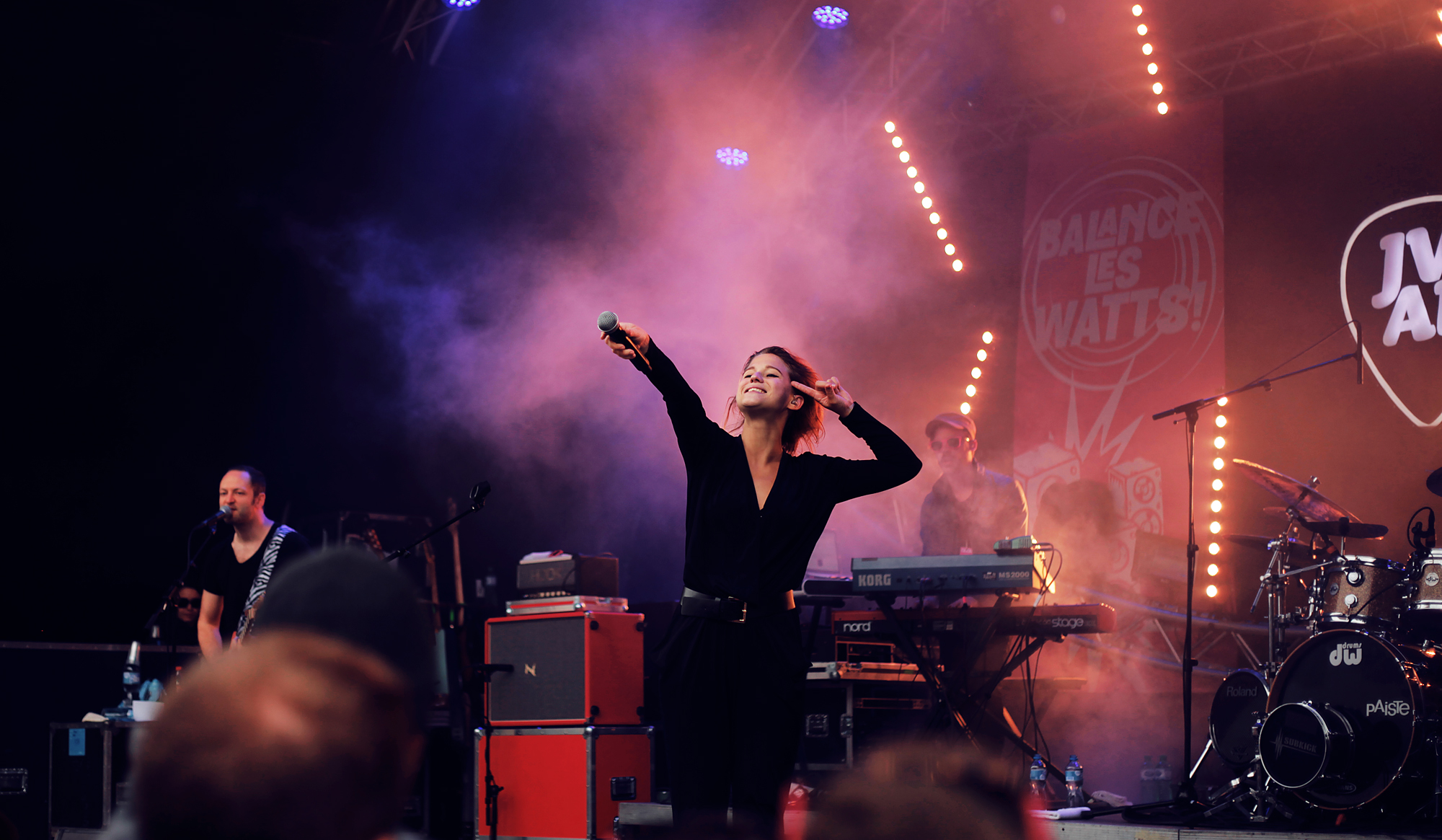
Сью під час свого концерту на фестивалі Jval у Швейцарії, 31 серпня 2014 року.

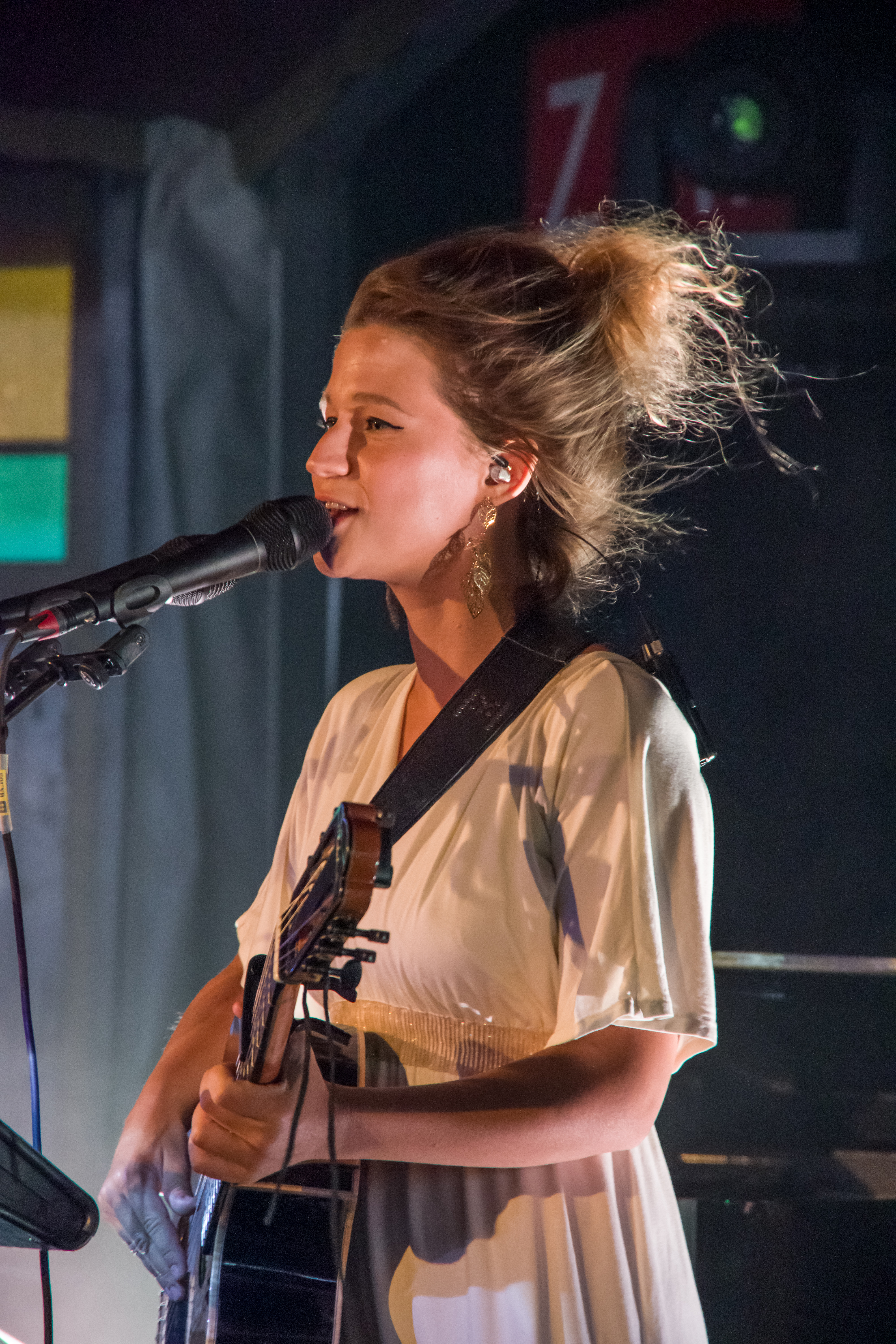
Села Сью під час свого концерту 26 липня 2018 року.

27 жовтня 2014 року Села Сью випустила нову пісню «Alone». Пісня мала комерційний успіх і досягла першого місця у Валлонії та увійшла до топ-10 хітів у Фландрії та Франції. Однойменний альбом було записано за участю американського музиканта Чайлдіша Гамбіно та завдяки співпраці з шотландським продюсером та ді-джеєм Хадсоном Могауком. Альбом досяг першого місця у Фландрії та Валлонії, а також у Нідерландах. Артистка була в списку трьох номінацій на премії Music Industry Awards 2015. Зрештою, вона вже вп'яте здобула нагороду як «Найкраща співачка».
Села Сью була співавтором пісні, яка представляла Бельгії на пісенному конкурсі Євробачення 2016, «What's the Pressure» у виконанні Лаури Тесоро. Пісня посіла 10-те місце на конкурсі. У грудні 2016 року вийшла пісня «Bang Bang», спільна робота Сели Сью з діджеями DJ Fresh та Diplo. У пісні також виконували бек-вокал Rock City та Крейг Девід.
15 травня 2020 року, після 5-річної перерви, Села Сью випустила мініальбом «Bedroom». Пісня «You» вийшла як перший офіційний сингл мініальбому 17 квітня 2020 року та була присвячена її родині. Перед випуском мініальбому Села Сью провела серію концертів у прямому ефірі зі своєї спальні під назвою «Lullaby Sessions» в умовах пандемії COVID-19.

## Особисте життя
У травні 2014 року Села Сью у фламандському ток-шоу «Reyers Laat» оприлюднила інформацію, що вона бореться з депресією. Співачка зізналася, що вживає ліки з 18-річного віку. Також вона заявила, що антидепресанти допомогли їй бути тією людиною, якою вона є зараз, і що це допомогло їй досягти такого успіху. Її зізнання прозвучало незабаром після того, як у Фландрії транслювали документальний фільм про антидепресанти. Села підтримала кампанії у Фландрії, спрямовані на допомогу молодим людяи, які страждають від депресії. 2016 року вона долучилася до публічної кампанії «Te Gek!?» у фламандських школах, яка спрямовувалася на привернення уваги до збільшення випадків депресії серед молоді.
У жовтні 2016 року Села Сью оголосила на відео у Facebook, що чекає первістка. У березні 2017 року проінформувала, що у неї народився перший син, якого назвала Сет. У березні 2019 року в співачки народився другий син Мінгус.
У 2021 році Села Сью повідомила, що припинила прийом антидепресантів і почала вживати чарівні трюфелі 5 квітня 2022 року в програмі «C à vous» на France 5 вона розповіла, як краще вийти з депресії. Попри це, через кілька місяців в інтерв'ю World 18 листопада 2022 року вона розповіла про серйозний рецидив, через що їй довелося відновити лікування.

## Дискографія

### Альбоми

#### Студійні альбоми
| Selah Sue                                                                     | - Вийшов: 4 березня 2011 року - Label: Because Music - Формат: CD, цифрове завантаження, потокове мультимедіа      | 1 | 1 | 9  | —  | —  | 2  | 31 | 32 | 8 | - BEA : 4 × Платиновий - NVPI: Золотий - SNEP : 2× Платиновий - ZPAV: Платиновий |
| Reason                                                                        | - Вийшов: 30 березня 2015 року - Label: Because Music - Формат: CD, LP, цифрове завантаження, потокове мультимедіа | 1 | 1 | 3  | 82 | 36 | 1  | 23 | 9  | — | - BEA: Золотий                                                                   |
| Persona                                                                       | - Вийшов: 25 березня 2022 року - Label: Because Music - Формат: CD, LP, цифрове завантаження, потокове мультимедіа | 5 | 4 | 18 | —  | —  | 15 | —  | 34 | — |                                                                                  |
| «—» позначає елементи, які не виходили в цій країні або не потрапили в чарти. | |   |   |    |    |    |    |    |    |   |                                                                                  |

#### Альбоми-збірки
| Назва    | Подробиці | Пікові позиції на діаграмі |
| Назва    | Подробиці | Франція                    |
| -------- | --- | -------------------------- |
| Rarities | - Вийшов: 5 листопада 2012 року - Label: Because Music - Формат: CD, LP, цифрове завантаження, потокове мультимедіа | 57                         |

#### Альбоми реміксів
| Назва          | Подробиці |
| -------------- | --- |
| Reason Remixes | - Вийшов: 27 листопада 2015 р - Label: Because Music - Формат: CD, LP, цифрове завантаження, потокове мультимедіа |

### Мініальбоми
| iTunes Festival: London 2011                                                  | - Вийшов: 25 липня 2011 року - Label: Because Music - Формат: цифрове завантаження, потокове мультимедіа  | —  | —  | 102 |
| Alone                                                                         | - Вийшов: 1 грудня 2014 року - Label: Because Music - Формат: цифрове завантаження, потокове мультимедіа  | —  | —  | —   |
| Bedroom                                                                       | - Вийшов: 15 травня 2020 року - Label: Because Music - Формат: цифрове завантаження, потокове мультимедіа | 17 | 61 | 159 |
| «—» позначає елементи, які не виходили в цій країні або не потрапили в чарти. | |    |    |     |

### Пісні

#### Як головна артистка
| «Raggamuffin»                                                                | 2010 | 29 | 16 | 18  | 81 | —  | - BEA: Золотий    | Selah Sue                            |
| «Crazy Vibes»                                                                | 2011 | 21 | 26 | 74  | 56 | —  | - BEA: Золотий    | Selah Sue                            |
| «This World»                                                                 | 2011 | 2  | 15 | 33  | —  | 42 | - BEA: Платиновий | Selah Sue                            |
| «Summertime»                                                                 | 2011 | —  | —  | —   | —  | —  |                   | Selah Sue                            |
| «Zanna» (разом з Tom Barman vs. The Subs)                                    | 2011 | 1  | 29 | —   | 77 | —  | - BEA: Золотий    | Rarities                             |
| «Crazy Sufferin Style»                                                       | 2012 | —  | —  | —   | —  | —  |                   | Rarities                             |
| «Fade Away»                                                                  | 2012 | —  | —  | —   | —  | —  |                   | Rarities                             |
| «Alone»                                                                      | 2014 | 5  | 1  | 9   | 53 | —  | - BEA: Золотий    | Reason                               |
| «Reason»                                                                     | 2015 | —  | 41 | 115 | —  | —  |                   | Reason                               |
| «I Won't Go for More»                                                        | 2015 | —  | —  | 191 | —  | —  |                   | Reason                               |
| «Fear Nothing»                                                               | 2015 | —  | —  | —   | —  | —  |                   | Reason                               |
| «Together» (разом з Дональдом Гловером)                                      | 2016 | 46 | —  | —   | —  | —  |                   | Reason                               |
| «So This Is Love»                                                            | 2017 | —  | —  | —   | —  | —  |                   | Jazz Loves Disney 2: A Kind of Magic |
| «You»                                                                        | 2020 | 43 | —  | —   | —  | —  |                   | Bedroom EP                           |
| «Always — Cosmo»                                                             | 2020 | —  | —  | —   | —  | —  |                   | Bedroom EP                           |
| «Free Fall»                                                                  | 2021 | —  | —  | —   | —  | —  |                   | Persona                              |
| «Hurray» (разом з TOBi)                                                      | 2021 | 48 | —  | —   | —  | —  |                   | Persona                              |
| «Pills»                                                                      | 2022 | 22 | —  | —   | —  | —  |                   | Persona                              |
| «—» позначає альбоми, які не виходили в цій країні або не потрапили в чарти. |      |    |    |     |    |    |                   |                                      |

#### Як відома артистка
| «Faces» (Патріс із Селою Сью)                                                        | 2014 рік | —  | —  | The Rising of the Son |
| «At Sea Again» (Slime разом із Селою Сью)                                            | 2015 рік | —  | —  | Company               |
| «Can't Take My Eyes Off You» (Walk of the Earth разом із Селою Сью)                  | 2016 рік | —  | —  | N/A                   |
| «A Million Ways» (Помрад разом із Селою Сью)                                         | 2016 рік | —  | —  | Knights               |
| «Bang Bang» (DJ Fresh vs Diplo разом з R. City, Селою Сью та Крейгом Девідом)        | 2016 рік | 35 | —  | Н/Д                   |
| «Pull the Strings» (Maverick разом із Селою Сью)                                     | 2017 рік | —  | 47 | Н/Д                   |
| «The Minute» (Maverick разом із Селою Сью)                                           | 2018 рік | —  | —  | Н/Д                   |
| «Que sera sera» (Маркус Міллер разом із Селою Сью)                                   | 2018 рік | —  | —  | Laid Black            |
| «Гай-Фанк» (Zwangere Guy разом із Селою Сью)                                         | 2019 рік | —  | 38 | Wie is Guy?           |
| «—» позначає пісні (альбоми), які не виходили в цій країні або не потрапили в чарти. |          |    |    |                       |

## Нагороди та відзнаки
- 2011 — European Border Breakers
- 2012 — MTV Europe Music Awards у номінації Найкращий бельгійський виконавець[en] (номінація);
- 2015 — MTV Europe Music Awards у номінації Найкращий бельгійський виконавець[en] (номінація);